# Ángel Antón Puig
Ángel Antón Puig (Beniarjó, la Safor, 1889 - Barcelona?, 1965) va ser un bibliotecari, arxiver i professor valencià.
Estudià Filosofia i Lletres com a alumne lliure a la Universitat de València. El 1913 ingressà al Cos Facultatiu d'Arxivers, Bibliotecaris i Arqueòlegs. El seu primer destí, el 1913, fou la Biblioteca de la Universitat de Barcelona. El 1915 va dirigir durant un breu temps la Biblioteca Museu Víctor Balaguer, i aquell mateix any retornà a la biblioteca de la Universitat de Barcelona, amb el càrrec d'oficial segon, i a partir de 1919, el de cap de negociat. També va treballar a l'Arxiu de la Delegació d'Hisenda a Barcelona i a la biblioteca de l'Institut Jaume Balmes de Barcelona, que va dirigir. El 1941 entrà a l'Escola de Bibliotecàries com a professor auxiliar, on impartí diverses assignatures.